# Provinciale weg 819
De provinciale weg 819 (N819) is een provinciale weg in de Nederlandse provincie Gelderland, die een verbinding vormt tussen Dinxperlo en Aalten en door de kern IJzerlo loopt. Het grootste deel van de weg heet Dinxperlosestraatweg, in de buurt van Dinxperlo is de naam Aaltenseweg.
De weg is uitgevoerd als tweestrooks-gebiedsontsluitingsweg met buiten de bebouwde kom een maximumsnelheid van 60 km/h. Inhalen is over de gehele lengte niet toegestaan. Met name op het gedeelte tussen Dinxperlo en IJzerlo staan veel bomen op korte afstand van de rijbaan en van elkaar. Parallel aan de N819 loopt een fietspad, gedeeltelijk op een verhoging.
In maart tot en met mei 2011 werden grote werkzaamheden aan de N819 verricht, met name gericht op de verkeersveiligheid. Zo werd de maximumsnelheid verlaagd naar van 80 naar 60 km/h, werden stukken van het traject met betonstroken verbreed en kruispunten veiliger gemaakt.

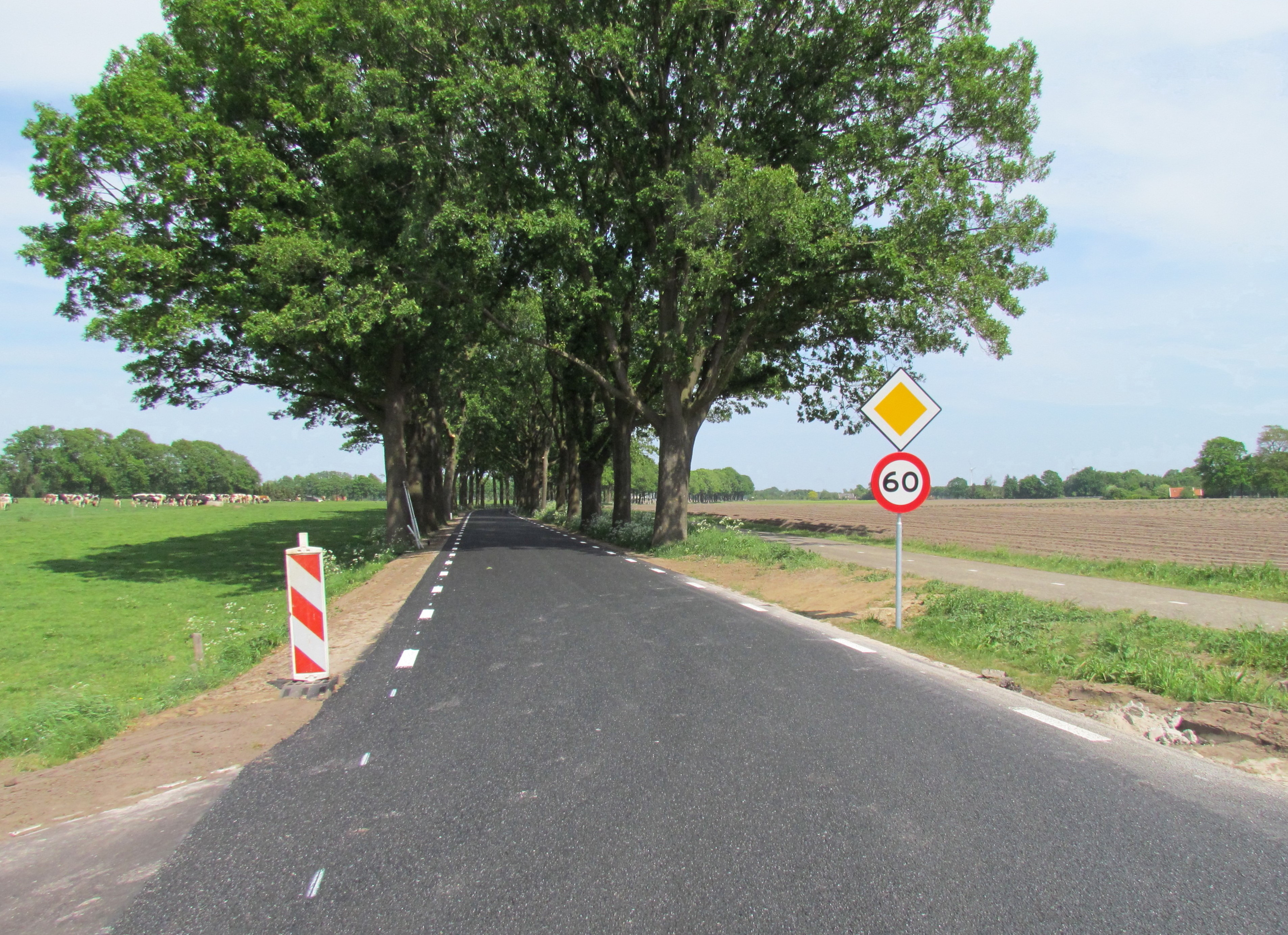
De N819 tussen Dinxperlo en IJzerlo

N23 · N34 · N224 · N225 · N229 · N233 · N271 · N301 · N302 · N303 · N304 · N305 · N306 · N307 · N308 · N309 · N310 · N311 · N312 · N313 · N314 · N315 · N316 · N317 · N318 · N319 · N320 · N322 · N323 · N324 · N325/A325 · N326/A326 · N327 · N329 · N330 · N331 · N332 · N333 · N334 · N335 · N336 · N337 · N338 · N339 · N340 · N341 · N342 · N343 · N344 · N345 · N346 · N347 · N348/A348 · N349 · N350 · N351 · N352 · N375 · N377

N418 · N701 · N702 · N703 · N704 · N705 · N706 · N707 · N708 · N709 · N710 · N711 · N712 · N713 · N714 · N715 · N716 · N717 · N718 · N719 · N720 · N727 · N731 · N732 · N733 · N734 · N735 · N736 · N737 · N738 · N739 · N740 · N741 · N742 · N743 · N744 · N745 · N746 · N747 · N748 · N749 · N750 · N751 · N752 · N753 · N754 · N755 · N756 · N757 · N758 · N759 · N760 · N761 · N762 · N763 · N764 · N765 · N766 · N768 · N781 · N782 · N783 · N784 · N785 · N786 · N787 · N788 · N789 · N790 · N791 · N792 · N793 · N794 · N795 · N796 · N797 · N798 · N800 · N801 · N802 · N803 · N804 · N805 · N806 · N810 · N811 · N812 · N813 · N814 · N815 · N816 · N817 · N818 · N819 · N820 · N821 · N822 · N823 · N824 · N825 · N826 · N827 · N830 · N831 · N832 · N833 · N834 · N835 · N836 · N837 · N838 · N839 · N840 · N841 · N842 · N843 · N844 · N845 · N846 · N847 · N848 · N852 · N855

Cursief vermelde wegen zijn voormalige provinciale wegen.